# キャノン・ヤウンデ
キャノン・ヤウンデ(Canon Yaoundé)は、カメルーンのヤウンデにあるサッカークラブである。

## 歴史
カメルーン国内においてリーグ優勝10回、カップ獲得11回の実績を持つクラブである。また、アフリカチャンピオンズカップ において、1971年、1978年、1980年と三度優勝し、アフリカンカップウィナーズカップでも、1979年に優勝するなど、一時代を築いた。

## タイトル

### 国内タイトル
- カメルーン・プレミア・ディビジョン: 10回
  - 1970年, 1974年, 1977年, 1979年, 1980年, 1982年, 1985年, 1986年, 1991年, 2002年

- カメルーン・カップ: 11回
  - 1967年, 1973年, 1975年, 1976年, 1977年, 1978年, 1983年, 1986年, 1993年, 1995年, 1999年

### 国際タイトル
- CAFチャンピオンズリーグ: 3回
  - 1971年, 1978年, 1980年

- アフリカンカップウィナーズカップ: 1回
  - 1979年

## 歴代所属選手
- トーマス・ヌコノ　1972-1982
- ジャック・ソンゴォ 1984-1989
- フランソワ・オマン＝ビイク　1986-87
- マルク・ヴィヴィアン・フォエ　1991–1994
- ピエール・ウォメ　1994-1996
- アルベール・メヨン・ゼ　1997-1998
- 戸塚亮 2005
- 直川公俊 2007
- ミシェル・ンガドゥ＝ンガジュイ　2008-2010